# Fanjeaux
Fanjeaux é uma comuna francesa na região administrativa de Occitânia, no departamento de Aude. Estende-se por uma área de 25,49 km². Em 2010 a comuna tinha 923 habitantes (densidade: 36,2 hab./km²).